# Ghost!?
「Ghost!?」（ゴースト）は、日本のシンガーソングライター・キタニタツヤの楽曲。デジタル配信限定シングルとして2021年3月31日にMASTERSIX FOUNDATIONから各音楽配信サービスにてリリースされた。

## 概要
2020年12月から実施した4ヶ月連続配信シングルリリース企画の第4弾楽曲。多国籍ファンクバンド・ALIが楽曲のプロデュース、アレンジ、演奏に参加。
キタニには「Ghost!?」以前からビッグバンドジャズの楽曲を制作したいという思いがあったが管楽器に疎く実行に移すことが叶わずにいたところ、レーベルの担当者から「ALIのボーカルのLEOが（キタニの楽曲の）『ハイドアンドシーク』が好きだと言っていた」という話を聞き、これがALIへオファーをするきっかけとなった。キタニは当初、2分半程度で駆け抜ける高速スウィングを想定していたが、映画『ラスベガスをやっつけろ』が曲のモチーフとなっていることをLEOに伝えたところ、「サイケなんだからビートルズみたいにしよう」というアドバイスを受け、曲の最後でBPMが下がる展開となった。
3月31日にミュージックビデオがYouTubeにて公開された。監督は堀田英仁。
また、8月18日にリリースされたキタニのCDシングル『聖者の行進』にリアレンジバージョンである「Ghost!? (Bad Mood Junkie ver.)」が収録された。これは普段ライブを行っているチームで演奏ができるようにキタニ自身がリアレンジしたものである。

## 収録曲
| #         | タイトル    | 作詞・作曲   | 編曲      | 時間 |
| --------- | ----------- | ------------ | --------- | ---- |
| 1.        | 「Ghost!?」 | キタニタツヤ | ALI       | 3:17 |
| 合計時間: | 合計時間:   | 合計時間:    | 合計時間: | 3:17 |

## クレジット
- Words & Music：キタニタツヤ
- Arrangement：ALI[注 1]
- Vocal：キタニタツヤ
- Contrabass：勝矢匠
- All Other Instruments：ALI
- Recording：yasu(Tinkle-POP)
- Mix：采原史明(studio matryoshka)
- Mastering：酒井秀和(Sony Music Studios Tokyo)